# Das Wetter in geschlossenen Räumen
Das Wetter in geschlossenen Räumen ist ein deutscher Film von Isabelle Stever aus dem Jahr 2015.

## Handlung
Dorothea arbeitet als Fundraiser für die UNHCR an einem nicht näher bestimmten Ort im Nahen Osten. Ihr aktuelles Projekt hat zum Ziel, in Flüchtlingscamps nach begabten Mädchen Ausschau zu halten, denen ein Studium in England ermöglicht werden soll. Dorotheas Problem besteht darin, dass auf Grund der aktuellen Bedrohungslage die Lager in der näheren Umgebung praktisch menschenleer sind, so dass sich zunächst niemand finden lässt, den sie mit ihren Fördermitteln unterstützen könnte.
Dorothea sieht sich als Wohltätigkeitsprofi, der ein Projekt nicht einfach aufgibt, bloß weil sich gerade niemand findet, dem man helfen könnte. Kurzerhand unterläuft sie die Vergabekriterien ihres eigenen Projekts und reicht ein Stipendium an ein Mädchen aus, das die Schule noch gar nicht abgeschlossen hat. 
Während das Mädchen in ein Flugzeug nach London gesetzt wird, vertreibt Dorothea sich die Zeit damit, in ständig wechselnden extravaganten Garderoben die vermögenden Hotelgäste und Honoratioren in Spendierlaune für ihr Projekt zu versetzen. Schließlich kreuzt Alec ihren Weg, ein wesentlich jüngerer Bohémien und Bonvivant, der gleich erkennt, dass Dorothea zwischen ihren Empfängen von innerer Leere umfangen ist, die sie mit enormem Alkoholkonsum zu verdrängen sucht. Er bietet sich ihr als Zeitvertreib an, und sie dankt es ihm durch den Einsatz ihrer Kreditkarte. Bald nimmt ihr Verhältnis exzessive Züge an, Probleme häufen sich, und das Projekt droht zu scheitern.

## Sonstiges
Der Film gelangte nach seiner Verwertung im Kinoverleih im Rahmen des Festivals des deutschen Films 2016 in Ludwigshafen anlässlich der Verleihung des Preises für Schauspielkunst an die Hauptdarstellerin Maria Furtwängler zu drei Sonderaufführungen.

## Kritik
„Der in der Hauptrolle überzeugend gespielte Film führt die Widersprüche der krisenhaften Region mit ihren persönlichen Abgründen zusammen. Allerdings wirken die inszenatorischen Überspitzungen von Milieu und Handlung zu konstruiert und einseitig, um als kritische Auseinandersetzung zu überzeugen.“